# Hollywood Ten

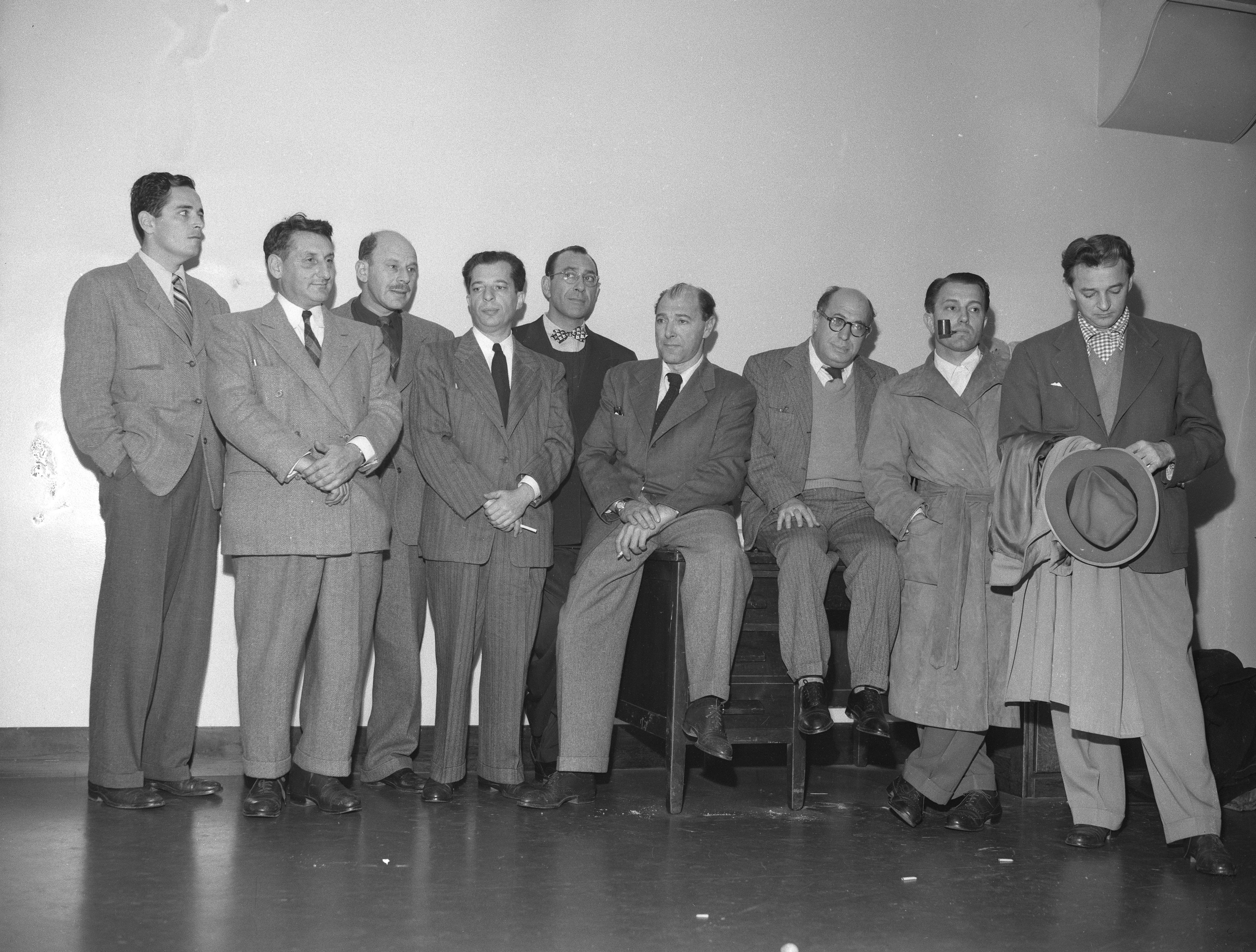
Gruppenbild der Angeklagten Robert Adrian Scott, Edward Dmytryk, Samuel Ornitz, Lester Cole, Herbert Biberman, Albert Maltz, Alvah Bessie, John Howard Lawson und Ring Lardner Jr.

Hollywood Ten ist die Bezeichnung für zehn Drehbuchautoren, Schauspieler und Regisseure aus Hollywood, die sich weigerten, vor dem Ausschuss für unamerikanische Umtriebe Fragen über die bei ihnen vermutete Mitgliedschaft in der kommunistischen Partei zu beantworten. Für diese Weigerung wurden die Hollywood Ten wegen Missachtung des Kongresses Anfang 1948 zu Haftstrafen verurteilt.

## Geschichte
Die Einsetzung des ersten Komitees für unamerikanische Umtriebe (HUAC) des Repräsentantenhauses war 1934 von Samuel Dickstein zur Abwehr nationalsozialistischer Unterwanderung betrieben worden, weitere Ausschüsse untersuchten aber bald auch Kommunisten, Trotzkisten und Japaner. Nach dem Zweiten Weltkrieg, zu Beginn des Kalten Krieges, widmete sich das HUAC der Bekämpfung kommunistischer Mitarbeiter der Filmindustrie. Nach Aussagen von Antikommunisten wie Walt Disney und dem Vorsitzenden der Filmschauspieler-Gewerkschaft, dem späteren Präsidenten der USA Ronald Reagan, stellte das Komitee eine „schwarze Liste“ von etwa 100 Personen zusammen, die es als Kommunisten verdächtigte und von denen es einige vorlud.
Im September 1947 lud das HUAC 79 Personen vor, denen es vorwarf, in ihre Filme kommunistische Ideologie einfließen zu lassen. Von den 79 vorgeladenen Künstlern weigerten sich 19, mit dem Komitee zu kooperieren. Wegen Terminschwierigkeiten und Krankheit erschienen jedoch nur zehn davon zu ihrer Vorladung – diese Gruppe wurde als Hollywood Ten bekannt. Zu ihr gehörten:
- Alvah Bessie, Drehbuchautor
- Herbert Biberman, Regisseur und Drehbuchautor
- Lester Cole, Drehbuchautor
- Edward Dmytryk, Regisseur
- Ring Lardner Jr., Drehbuchautor
- John Howard Lawson, Drehbuchautor
- Albert Maltz, Drehbuchautor
- Samuel Ornitz, Drehbuchautor
- Adrian Scott, Produzent und Drehbuchautor
- Dalton Trumbo, Drehbuchautor

Die Hollywood Ten beriefen sich bei der Anhörung des HUAC auf den Ersten Zusatzartikel zur US-Verfassung und die darin verankerten Rechte auf Meinungsfreiheit und Privatsphäre. Während der Anhörung behandelten die Mitglieder der Hollywood Ten das Komitee mit demonstrativer Missachtung und schrien beispielsweise den Vorsitzenden an, was sie in der Öffentlichkeit Sympathie kostete. Nachdem die zehn Filmschaffenden durch ihre Weigerung, Fragen zu beantworten, wegen Missachtung des Kongresses zu Freiheitsstrafen zwischen sechs Monaten und einem Jahr verurteilt worden waren, gingen sie davon aus, dass der Oberste Gerichtshof die Urteile aufheben werde. Diese Erwartung erfüllte sich jedoch nicht.
Einige der Mitglieder der Hollywood Ten schrieben später über ihre Beteiligung. So attackierte John Howard Lawson in einem Buch Hollywood dafür, dass es mit dem HUAC kooperierte. Auch kritisierte Lawson darin Edward Dmytryk, weil dieser sich letztlich von den Hollywood Ten losgesagt und mit dem Komitee kooperiert hatte. Lester Cole schrieb 1981 in seiner Autobiografie Hollywood Red, dass alle Mitglieder der Hollywood Ten in der Vergangenheit zu irgendeinem Zeitpunkt Mitglieder der kommunistischen Partei gewesen seien. Einige wie Dalton Trumbo und Edward Dmytryk hatten bereits während ihrer Anhörung zugegeben, dass sie Kommunisten waren. Edward Dmytryk schilderte später in seinen Memoiren, dass er die kommunistische Partei bereits vor seiner Verurteilung verlassen habe und verteidigte seinen Entschluss, mit der Gruppe zu brechen. Er bereute, diesen nicht bereits früher getroffen zu haben.

## Filme zum Thema
- Hollywood vor Gericht, (Dokumentarfilm), USA 1976, von David Helpern
- Der Strohmann, (Spielfilm), USA 1976, von Martin Ritt
- Schuldig bei Verdacht, (Spielfilm), USA 1991, von Irwin Winkler
- Trumbo, (Spielfilm), USA 2015, von Jay Roach
- Hail, Caesar!, (Spielfilm), USA 2016, von Ethan und Joel Coen
- So wie wir waren, (Spielfilm), USA 1973 von Sydney Pollack
- Good Night, and Good Luck, (Spielfilm), USA 2005, von George Clooney